# Luray (Virginie)
Pour les articles homonymes, voir Luray (homonymie).
Luray est une municipalité américaine, siège du comté de Page, dans l’État de Virginie. Lors du recensement de 2010, sa population s’élevait à 4 895 habitants.

## Géographie
Luray est située dans la vallée de Shenandoah, entre les montagnes Blue Ridge et le mont Massanutten. Elle est connue pour accueillir les grottes de Luray.
Selon le Bureau du recensement des États-Unis, Luray s'étend sur 4,78 milles carrés (12,38 km2) dont 0,03 mille carré (0,08 km2) d'étendues d'eau. La municipalité n'occupait que 442 acres (2 km2) lors de sa création en 1871, avant d'annexer de nombreuses terres voisines au cours du XXe siècle.

## Histoire

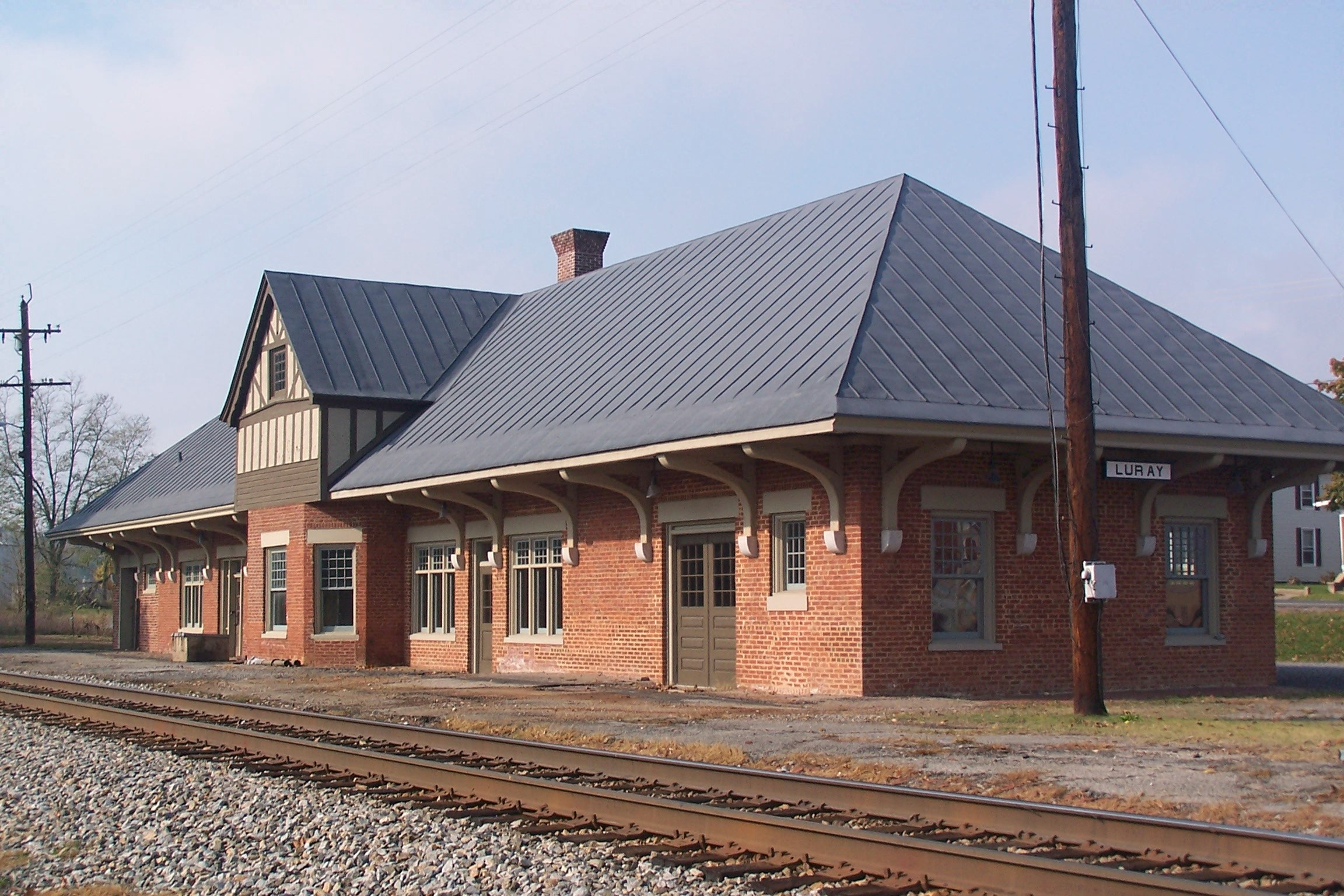
La gare de Luray.

La ville est fondée en 1812 sur les terres d'Isaac Ruffner. Elle est nommée Luray par William Staige Marye, dont les ancêtres sont originaires du village français de Luray en Eure-et-Loir. En 1831, Luray devient le siège du comté de Page, créé à partir du comté de Shenandoah.
L'Assemblée générale de Virginie lui accorde le statut de municipalité le 21 mars 1871. Luray connait un important développement durant la décennie suivante grâce à l'arrivée du Shenandoah Valley Railroad en 1881,. Sa population passe en effet de 630 habitants en 1880 à 1 386 dix ans plus tard.

## Économie

### Tourisme
The Mimslyn Inn est un hôtel de la ville membre des Historic Hotels of America depuis 2008.